# Julia Chamorel

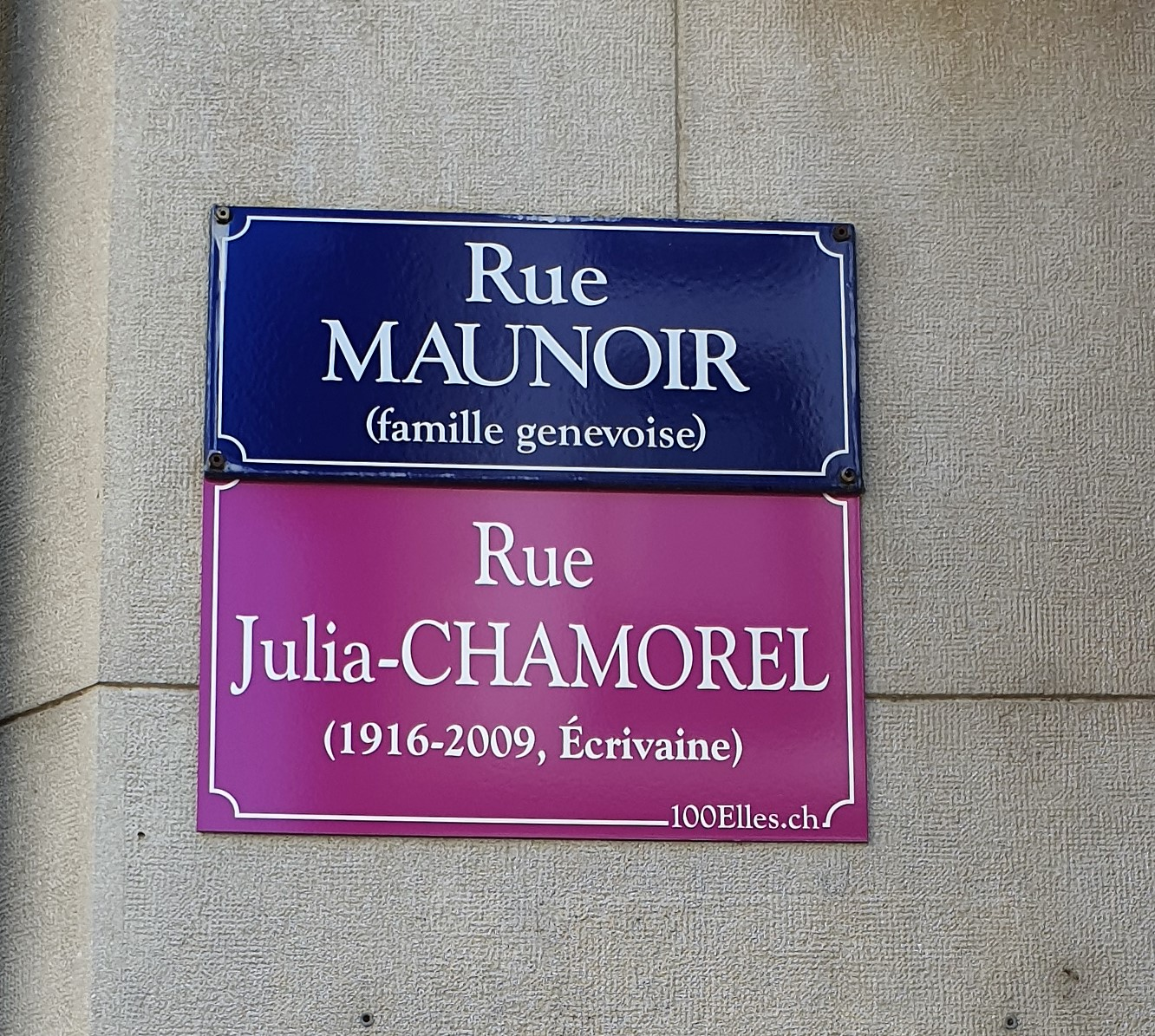
Strassentafel in Genf 2019

Julia Chamorel (* 21. Mai 1916 in Genf; † 17. August 2009 ebenda) war eine Schweizer Schriftstellerin, Dramatikerin und Kommunistin.

## Leben
Julia Chamorel stammte von Ollon und wurde in Genf geboren. Sie absolvierte in Genf und in Paris das Studium in Sprachwissenschaft und Jurisprudenz. Unter dem Einfluss ihrer sozialistisch eingestellten Eltern und nach dem dramatischen Verlauf der blutig niedergeschlagenen antifaschistischen Kundgebung 1932 schloss sie sich der kommunistischen Bewegung in Genf an. 1937 verliess sie die kommunistische Partei Genf, weil ihr die Entwicklung des internationalen Kommunismus missfiel. Von ihrem Werdegang als überzeugte Pazifistin berichtete sie später in ihrer Autobiografie, die eine gute persönliche Quelle für die Genfer Arbeiterbewegung der 1930er Jahre ist. Darin erzählt sie, wie sie einerseits an der juristischen Fakultät wegen ihrer Herkunft aus dem Arbeitermilieu und andererseits bei den Kommunisten als Frau und auch als Studentin einen schweren Stand hatte. In ihrem späteren Leben und ihrem literarischen Werk nahm sie pazifistische Ideen stets als Richtschnur.
Julia Chamorel heiratete den spanisch-italienischen Künstler Xavier Bueno (1915–1979) und begleitete ihn wegen seiner behördlichen Ausweisung aus der Schweiz 1940 für einen längeren Aufenthalt nach Florenz und nach dem Zweiten Weltkrieg nach Paris, wo sie die damals aktuelle Literaturszene Frankreichs kennenlernte. Ihre Tochter Caterina Bueno (1943–2007) war eine italienische Sängerin und Musikhistorikerin. Ihr Sohn Raffaele Bueno (* 1945) ist ein italienischer Künstler.
Sie verfasste Romane und nach Erfahrungen im Théâtre prolétarien in Genf auch Theaterstücke. In ihrem Werk Les Compagnons d’Hannelore verarbeitete sie Eindrücke von ihrem Aufenthalt in Florenz. Ihre dramatischen Werke wurden von verschiedenen Theaterensembles der Schweiz und in Italien inszeniert, so etwa vom Théâtre municipal de Lausanne. 2019 widmete die Organisation Escouade die Strasse Rue Maunoir in Genf vorübergehend ihrem Gedächtnis.

## Werke
- Le metier de vivre selon Pavese. Paris 1953.
- Les Compagnons d’Hannelore. Roman. Paris 1957.
- Les verts paradis. Roman. Paris 1960.
- La cellule des écoliers. Autobiographie. 1983.
- Deux et deux font quatre. Theaterstück
- La sainte. Theaterstück
- Colin-maillard. Roman. 1963.